# Цыганов, Дмитрий Андреевич
Дмитрий Андреевич Цыганов (род. 18 февраля 1989, Свердловск) — российский хоккеист, нападающий.

## Биография
Воспитанник екатеринбургского «Спартаковца». В сезоне 2005/06 играл в команде первой лиги ЦСКА-2. В сезонах 2006/07 — 2008/09 выступал за «Автомобилист» Екатеринбург. Сезон-2009/10 начал в ЦСК ВВС. 22 декабря перешёл в чешский клуб «Энергия» Карловы Вары. За два сезона в Чехии также играл за команды второго дивизиона «Кадань» и «Хрудим».
Сезон 2011/12 играл в КХЛ за «Автомобилист». Следующий сезон начал в команде ВХЛ «Молот-Прикамье», проведя четыре матча, перешёл в «Титан» Клин. Сезоны 2014/15 — 2016/17 провёл в команде КХЛ «Витязь» Подольск, затем — игрок команд ВХЛ «Сокол» Красноярск (2017/18 — 2021/22), АКМ (2022/23 — 2023/24), «Южный Урал» Орск (2023/24), «Юнисон-Москва» (с 2024/25).